# Papilio birchalli
Papilio birchalli là một loài bướm thuộc họ Bướm phượng (Papilionidae). 
Loài Papilio birchalli được mô tả năm 1863 bởi Hewitson. Loài bướm Papilio birchalli sinh sống ở .